# David Mannheimer
David Mannheimer (geboren 5. Dezember 1863 in König; gestorben 19. August 1919 in Bad Kissingen) war ein großherzoglich-oldenburgischer Landesrabbiner und Feldrabbiner der Kaiserlichen Marine in Wilhelmshaven.

## Kindheit, Jugend und Ausbildung
Über Kindheit und Jugend ist praktisch nichts bekannt. Sein Vater war Mordechai Mannheimer; zu diesem Zeitpunkt bestand in König eine relativ starke jüdische Gemeinde. David Mannheimer besuchte das Gymnasium in Darmstadt. Er war, nach rabbinischen Studien in Burgpreppach und Darmstadt, 1884/85 an der Breuer-Jeschiwa in Pápa und studierte von 1885/86 in Wien, anschließend bis 1888 in Berlin Philosophie. Gleichzeitig besuchte er das Rabbinerseminar in Berlin, das er 1889 abschloss. Er promovierte 1888 an der Universität Halle zum Dr. phil. mit dem Thema: Die Kosmogenie bei den jüdischen Philosophen des Mittelalters von Saadjah bis Maomonides.
1888/89 lehrte er an der Religionsschule der Gemeinde Adass Jisroel in Berlin. Von 1889 bis 1891 war er als Rabbiner in Lauenburg in Pommern tätig.

## Landesrabbiner im Großherzogtum bzw. Freistaat Oldenburg
1891 wurde Mannheimer unter 32 Kandidaten zum Landesrabbiner im Großherzogtum Oldenburg gewählt und erhielt die staatliche Ernennung und Bestallung. Er trat die Nachfolge von Jakob Glück an (1876–1890), der nach Leo Trepp eine „tragische Figur“ war und 1890 von seinem Amt zurücktreten musste. Aufgrund der Nähe zum Marinestützpunkt Wilhelmshaven wurde Mannheimer am 13. Januar 1916 durch den Kaiserlichen Marineintendanten mit Genehmigung von Großherzog Friedrich August von Oldenburg auch zum Feldrabbiner der Kaiserlichen Marine bestellt.
In Mannheimers Amtszeit fallen die Einweihung der neuen Synagoge in Oldenburg (Oldenburg) 1905 und die Anerkennung der Gemeinde Rüstringen (heute ein Teil Wilhelmshavens) als eigene Gemeinde, die 1915 eine Synagoge erhielt. Die Synagoge in Ovelgönne musste hingegen aufgegeben werden, da die Gemeinde zu klein geworden war.
Mannheimer galt als streng orthodox und geriet daher oftmals in Konflikt mit liberalen Angehörigen der Gemeinden im Landesrabbinat. Der Streit eskalierte zeitweise derart, dass Mannheimer beabsichtigte, den Sitz des Landesrabbinats nach Jever zu verlegen, einer ausgesprochen strenggläubigen Gemeinde. Dies wurde jedoch von der Großherzoglichen Landesregierung abgelehnt, da sie darauf bestand, dass sich das Landesrabbinat in der Hauptstadt des Großherzogtums befinden sollte.
Als Landesrabbiner war Mannheimer zugleich Schulinspektor der Jüdischen Religionsschule, seinerzeit Oldenburg, Peterstraße 6, sowie Rabbiner der jüdischen Gemeinde in der Stadt Oldenburg.

## Erster Weltkrieg
Im Ersten Weltkrieg war Mannheimer als überzeugter Patriot auch Mitglied der Zentralfürsorgestelle für Kriegsteilnehmer und Kriegshinterbliebene in der Stadt Oldenburg und setzte sich bis zum Kriegsende aktiv für die Durchführung der Kriegsanleihen ein. Außerdem unterstützte er im Rahmen seiner Möglichkeiten russisch-jüdische Kriegsgefangene, die in Oldenburger Betrieben arbeiteten. Ebenso betreute er russisch-jüdische Kriegsgefangene im Gefangenenlager Schwaneburger Moor bei Friesoythe, z. B. durch Gottesdienste. Bereits im Mai 1915 initiierte er eine Gefallenentafel für die jüdischen oldenburgischen Kriegsgefallenen. Diese Tafel umfasste gut zwölf Namen. Sie verbrannte am Abend des 9. Novembers 1938 bei der Zerstörung der Oldenburger Synagoge während der Novemberpogrome 1938 durch die Oldenburger SA.
Mannheimer war auch schriftstellerisch tätig und betätigte sich aktiv im Kampf gegen den Alkoholismus. Er war verheiratet mit Mathilde, geb. Jaffé (geb. 22. Februar 1863) aus Schwerin. Sie war 1916 Leiterin des Israelitischen Frauenvereins in der Stadt Oldenburg. Das Paar hatte drei Söhne, Max, Louis und Immanuel. Max Mannheimer, 23 Jahre alt, fiel am 29. August 1914 als Einjährig-Freiwilliger Unteroffizier des Oldenburgischen Infanterie-Regiments Nr. 91. Nach dem frühen Tod David Mannheimers, den Leo Trepp auch auf die psychischen Belastungen durch die Auseinandersetzungen mit seinen Gegnern in der Gemeinde Oldenburg zurückführt, wurde 1921 Philipp de Haas (1884–1935) sein Nachfolger.

## Sein Nachruf in der oldenburgischen Presse
Bereits am Tag nach seinem Tode erschien in der wichtigsten Tageszeitung des Freistaats Oldenburg, den Nachrichten für Stadt und Land, ein Nachruf:
Landesrabbiner Dr. Mannheimer †. Aus Kissingen gelangt die Nachricht hierher, daß der hiesige Rabbiner Dr. Mannheimer, zugleich Landesrabbiner des früheren Herzogtums und eine weithin bekannte Persönlichkeit, den Folgen einer verschleppten Blinddarmoperation erlegen ist. Dem im besten Alter stehenden, arbeitskräftigen und sehr regen Manne hätte man sicher eine längere Lebenszeit vorhergesagt. Er ist nur 56 Jahre alt geworden. Sein Hinscheiden reißt eine Lücke in die Reihe der im öffentlichen Leben der Stadt tätigen Männer. Dr. Mannheimer bewies Interesse für alle gemeinnützigen Angelegenheiten und trat mit voller Arbeitskraft stets mit vielen Anregungen in den Dienst der Allgemeinheit. Auch für alle Gebiete der Kunst bewies er lebhaftes Interesse, und in der Dicht- und Malkunst war er kein Fremder. Wiederholt konnten wir Proben seiner geschickten Verse bringen, und auch ein großangelegtes Drama hat die beteiligten Kreise viel beschäftigt. Am größten waren seine Erfolge als Redner. Nicht nur in seinem Berufe, sondern auch als Sprecher in zeitbewegenden Fragen, in Vorträgen wissenschaftlicher und kultureller Art, und in der Besprechung politischer und gemeinnütziger Pläne war er eifrig und voll Wirkung. Noch in Kissingen hielt er einen Vortrag in der dortigen Loge. Seine bilderreiche Sprache und sein warmes Empfinden für den Gegenstand machten ihn interessant zu hören. Seine Gemeinde hat viel an ihrem Seelsorger verloren. Die Leiche wird hierher überführt. Sein Trauergottesdienst in der Synagoge soll seinem Andenken gewidmet sein. Die Anordnungen dazu hat er in seinem Testament diesen Frühling selbst getroffen. Herzbeschwerden erfüllten ihn schon länger mit Sorgen um seine Gesundheit. Sie haben sich nur zu schnell erfüllt.
Nachrichten für Stadt und Land (Oldenburg) vom 20. August 1919, S. 2.

## Grabstein

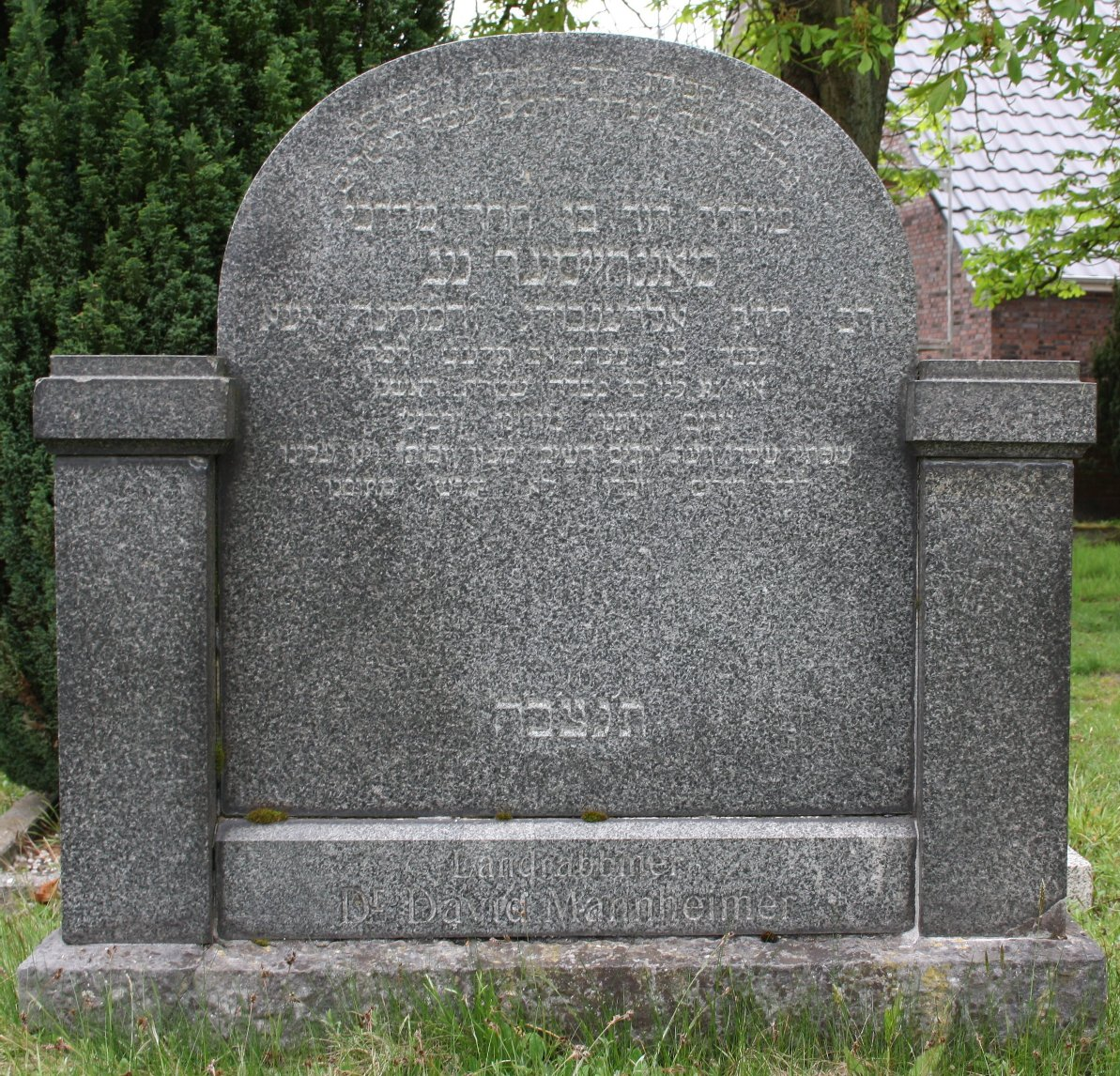
Grabstein von Landrabbiner David Mannheimer auf dem jüdischen Friedhof zu Oldenburg; Foto von 2012.

Sein Grabstein trägt die hebräische Aufschrift (Vorderseite):

Landrabbiner

Dr David Mannheimer

GRABSTELLE DES GROSSEN UND ANERKANNTEN

RAW, EINES GERECHTEN UND

AUFRICHTIGEN RECHTFERTIGERS DER VIELEN,

EINES PREDIGERS VON GERADHEIT.

M. W. H. R. R. DAWID BEN H. CH. R. MORDECHAI

MANNHEIMER, N. E.

RAW DER K. K. OLDENBURG UND DES

LANDES, J.E.A.

VERSCHIEDEN 23. MENACHEM

AW 679 L.F.K. 0 WEH UNS, "DENN DIE KRONE

IST VON UNSERM HAUPTE GEFALLEN"!

UND UNSER LEHRER UND

UNSER MEISTER HAT

UNS VERLASSEN! SEINE SCHÖNE SPRACHE

VERRIET KENNTNIS, UND VIELE BEKEHRTE

ER VON SCHULD, SEIN VERDIENST WIRD UNS

VERTEIDIGEN! VON GENERATION ZU GENE-

RATION SOLL SEIN ANDENKEN NICHT AUS

UNSERER MITTE WEICHEN!

T.N.Z.B.H.
Rückseite:

Dr David Mannheimer

Landrabbiner in Oldenburg

1891-1919

geb. am 25. Kislew 5623

gest. am 23 Ab 5679

Die Lehrer sie leuchten wie der Glanz des

Firmamentes und die so viele zur Pflicht

gebracht

wie die Sterne immer und ewig.

Dan 12,3 .

## Grabschändung
Das Grab von Landrabbiner Mannheimer wurde in der Nacht vom 23. auf den 24. November 2013 mit einem Hakenkreuz besprüht und geschändet.

## Ehrungen
- 1916: Friedrich-August-Kreuz II. Klasse am rot/blauen Band
- 1917: Verdienstkreuz für Kriegshilfe

## Schriften
- Die Kosmogonie bei den jüdischen Philosophen des Mittelalters von Saadjah bis Maimonides. Halle 1888 (Halle, Phil. Fak. Inaug.-Diss. v. [21. Jan.] 1888).
- Thomas Keller. Schauspiel in vier Aufzügen. Littmann, Oldenburg 1898.
- Psychologische Betrachtungen über den Alkohol. Littmann, Oldenburg 1909.
- Die Kirchen- und Schulverhältnisse der Juden im Herzogtume Oldenburg. In: Heimatkunde des Herzogtums Oldenburg. Band 2. Oldenburg 1913, S. 474–475.
- Festpredigt zu Ehren der hundertjährigen Jubiläumsfeier des Infanterie-Regiments No. 91 am 16. August 1913. Oldenburg 1913.
- Gedichte und Lieder für die Soldaten- und Verwundetenabende in Oldenburg. 1915. 2. Auflage. Berlin 1916.
- Bildung und Charakter. Oldenburg 1917.
- Gesetzessammlung betr. die Juden im Herzogtum Oldenburg. Hrsg. im Auftrag des Jüdischen Landesgemeinderates. Oldenburg 1918.